# Cris Pink
Cris Pink (Coblença, Alemanya, 10 de juliol de 1956) Pintora, dissenyadora i estilista alemanya instal·lada a Mallorca des de 1984.
Realitzà estudis de disseny a la Universitat d'Hamburg (Alemanya) i de Belles Arts a la Universitat de Mainz. Gràcies a una beca que li atorgà el govern alemany amplia la seva formació a Espanya. Coneixerà el Mediterrani i fixarà la seva residència a Mallorca en el 1984.
Les seves primeres obres són figuratives amb una marcada influència de l'expressionime alemany amb un especial interès per la figura humana. Però poc a poc la evoluciona cap a l'informalisme abstracte. Sovint utilitzant esprais i dripings rebutja qualsevol tipus de representació. Ha exposat la seva obra en un grapat d'exposicions individuals i col·lectives a Mallorca, Madrid, Alemanya, València, França i Estats Units. Al 1994 fou una de les fundadores de l'escola de disseny Blau.

## Premis
- 1985 XXIV Premi Internacional de dibuix Joan Miró Barcelona
- 1r premi de Dibuix al certamen Cercle San Lluc, Barcelona
- 1988 1r Premi i Premi d'Honor, XLVII Saló de Tardor, Palma
- 1990 Premi Internacional de Pontevedra
- 1992 Menció Honorífica Premi Ciutat Palma, Mallorca